# St. Ursula (Köln)

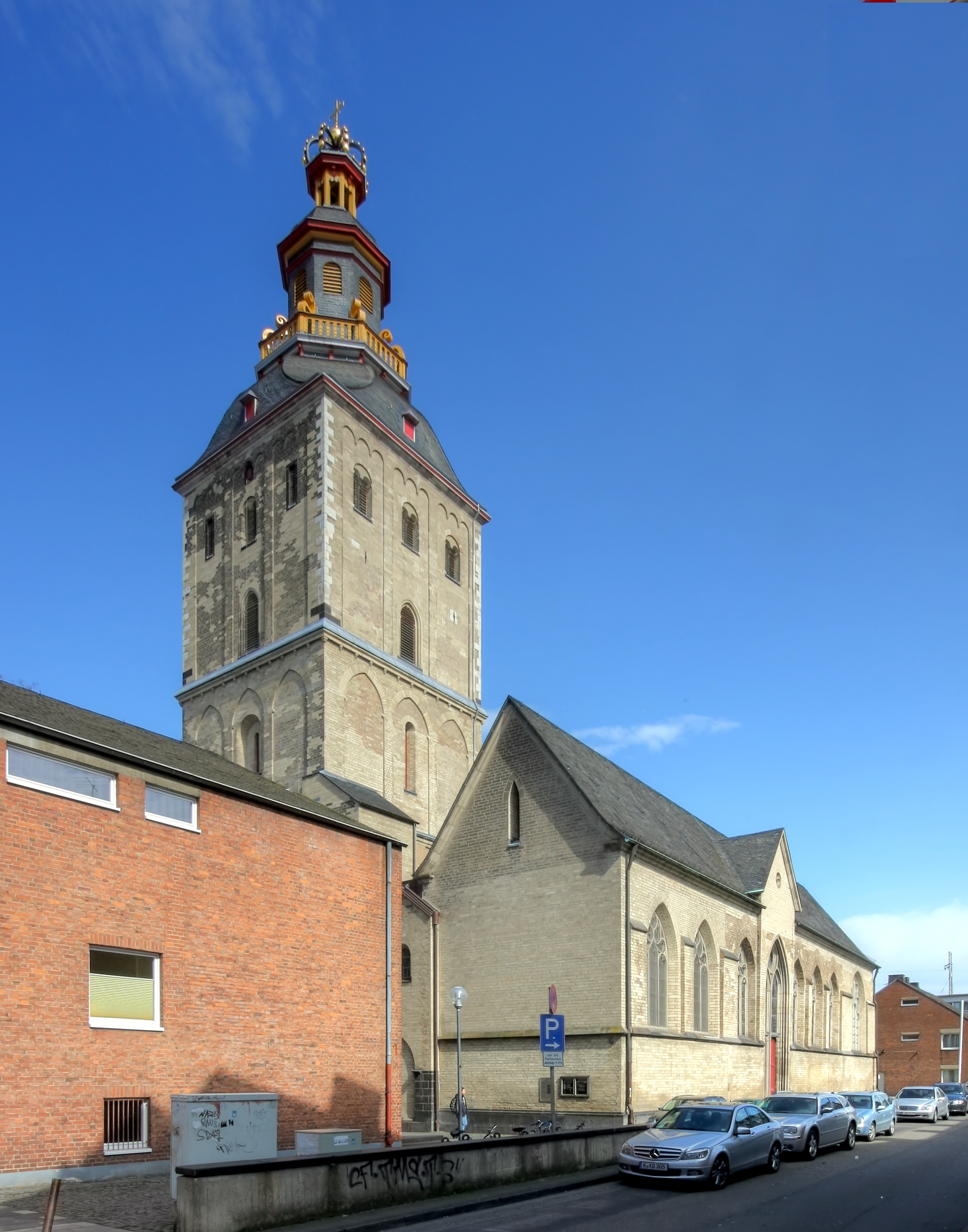
St. Ursula in Köln (Ansicht von Südwesten)

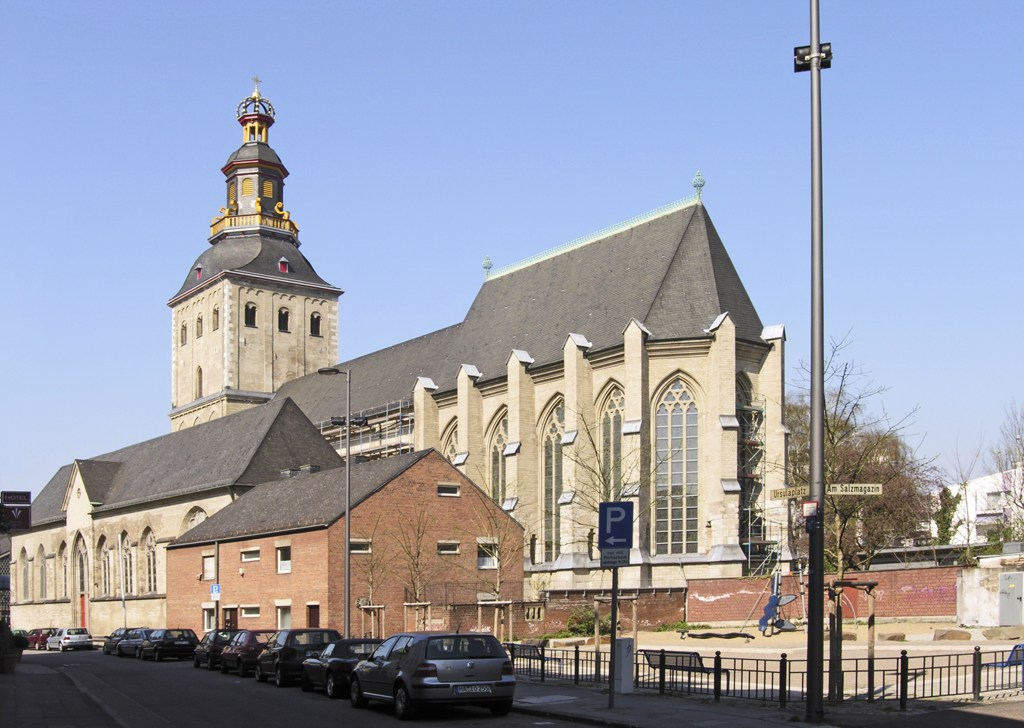
Ansicht von Südosten

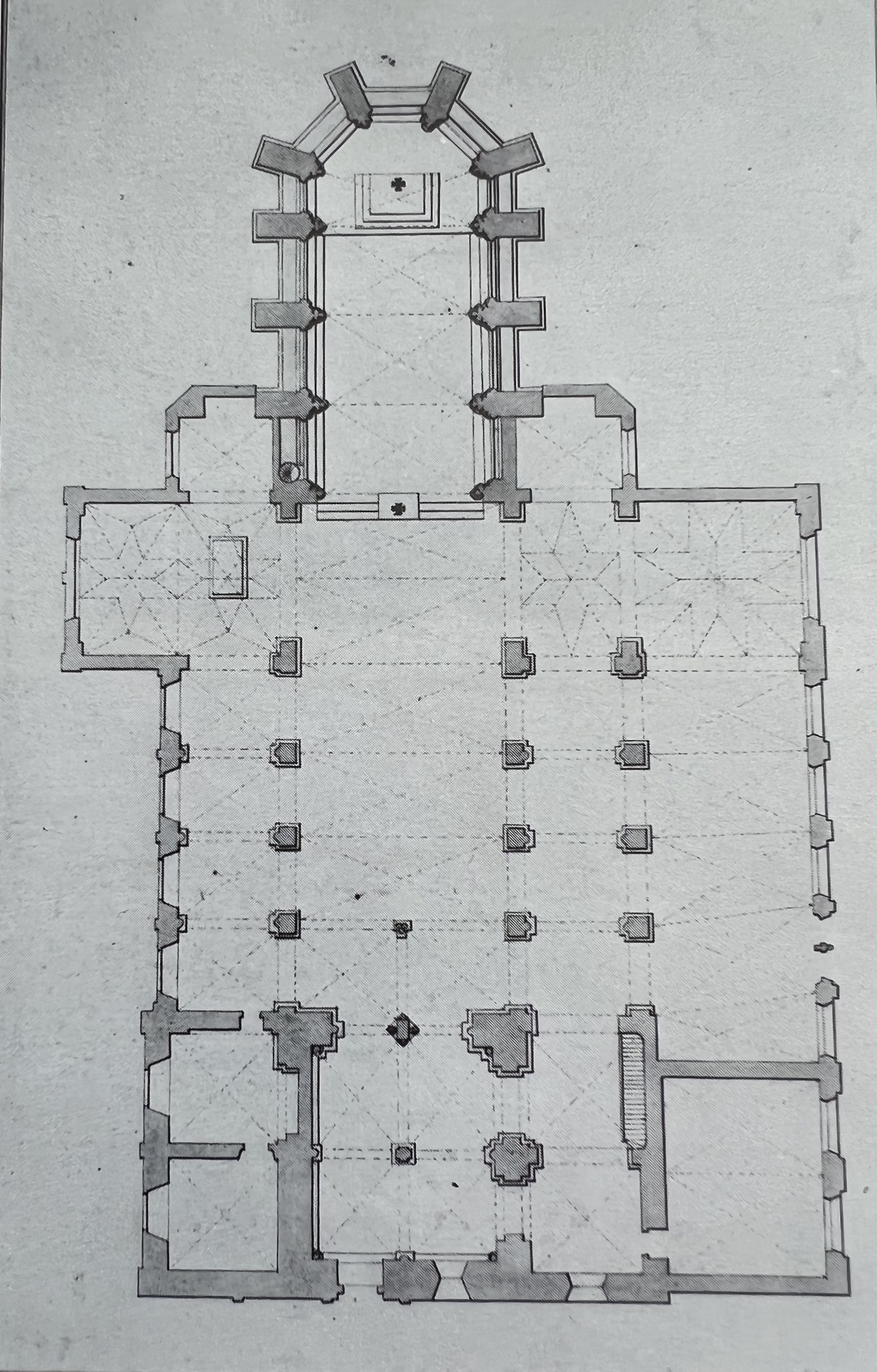
Grundriss der Kirche

Die römisch-katholische Kirche St. Ursula ist eine der zwölf großen romanischen Basiliken in der Altstadt Kölns. Sie ist der heiligen Jungfrau und Märtyrin Ursula und ihren Gefährtinnen gewidmet. Papst Benedikt XV. erhob St. Ursula 1920 zur Basilica minor.

## Geschichte

### Vorgeschichte und spätantike Vorgängerbauten

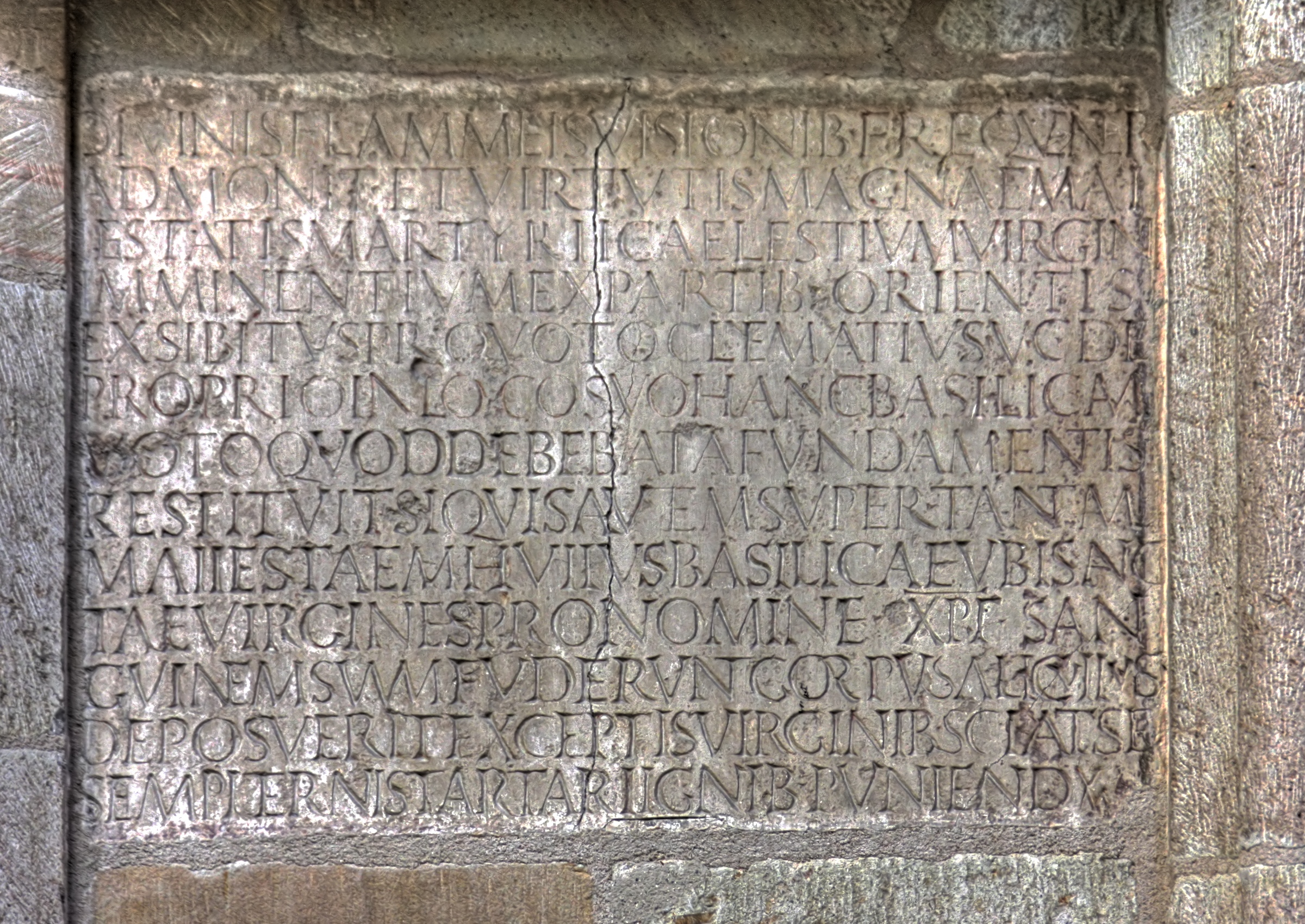
Die Clematius-Inschrift ist heute in der Südwand des gotischen Chors angebracht.

Die Vor- und Frühgeschichte von St. Ursula wird heute anhand archäologischer Funde der Kriegs- und Nachkriegszeit sowie der kritischen Interpretation der Legenden rund um die „Kirche der heiligen Jungfrauen“ rekonstruiert. Hinzu kommt die steinerne Clematius-Inschrift, die vielleicht aus dem 8., 9. oder 10. Jahrhundert stammt, aber auch, wie früher angenommen um das Jahr 400 entstanden sein könnte:

„gemäß Gelübde, [hat] Clematius, senatorischen Ranges, auf eigene Kosten, auf seinem Boden, diese Basilika, wie er es nach dem Gelübde schuldete, von den Grundmauern auf erneuert.“

Ferner enthält die Inschrift, dass in der Kirche, unter Androhung des Höllenfeuers bei Zuwiderhandlung, nur die Gebeine der heiligen Jungfrauen bestattet (deposuerit) werden sollen (Beispiel: Viventia Legende und Sarkophag, weiter unten bei Ausstattung). Erstaunlicherweise ist in dieser Inschrift vom Martyrium der himmlischen Jungfrauen, erschienen aus dem Morgenland, die Rede.

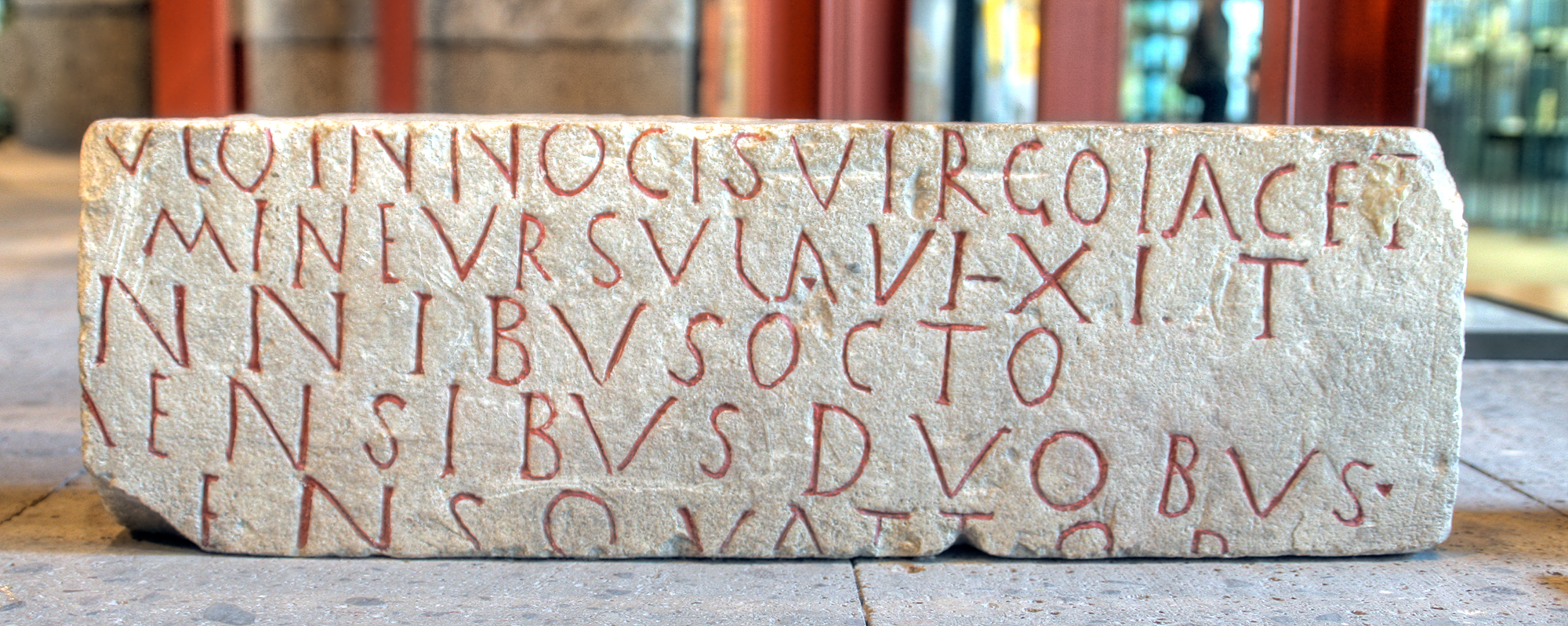
Grabstein für die Jungfrau Ursula, auf dem Gräberfeld unterhalb der Kirche gefunden

Die archäologischen Ausgrabungen ergaben einen Saalbau aus dem vierten Jahrhundert mit einer Ostapsis. Um- und Ausbaumaßnahmen fanden vor allem im 6. Jahrhundert statt. Dass das römische Gräberfeld, auf dem St. Ursula errichtet wurde, bereits im 12. Jahrhundert auf der Suche nach Reliquien stark durchwühlt wurde, erschwerte die archäologischen Auswertungen der 1940er Jahre – exakte Klarheit über die Veränderungen an dem Bau lässt sich wohl nicht mehr erzielen. Nachgewiesen ist der Unterbau eines schlüssellochförmigen Ambos, wie er auch unterhalb des Kölner Domes, in Trier und in Boppard gefunden wurde. In diesen Orten stammen solche Kanzeln aus der zweiten Hälfte des 6. Jahrhunderts.

### Gründung des Stifts und ottonischer Vorgängerbau
Eine Besitzumschreibung des Erzbischofs Gunthar erwähnt 866 erstmals ein Kanonikerstift; offenbar gab es zu dieser Zeit noch keine Stiftsdamen. Durch den Raubzug der Normannen in Köln im Jahr 881/882 wurde die Basilika beschädigt; eine Schenkung aus dem Jahr 911 bezeugt die weitere Existenz des Stifts – unklar bleibt allerdings, ob zu diesem Zeitpunkt noch Kanoniker für das Kloster zuständig waren oder bereits Stiftsdamen. Eindeutig wird die Lage aus heutiger Sicht erst, als 922 die Damen des Gerresheimer Stifts vor einem Überfall der Ungarn nach Köln flohen und von Erzbischof Hermann I. aufgenommen wurden. Dieser erneuerte den Altarbereich durch ein T-förmiges Monument mit 11 Bestattungsplätzen bzw. Reliquiengräbern sowie eine Nebenapsis. Die gewählte Zahl 11 könnte der Ursprung der genau 11 – oder später dann 11.000 – legendären Märtyrinnen um die heilige Ursula sein. Dabei bezieht sich der Name Ursula offenbar auf einen im Umfeld der Kirche gefundenen Grabstein einer Achtjährigen aus dem 4./5. Jahrhundert.
Weitere Baumaßnahmen sind zunächst nicht dokumentiert; Erzbischof Wichfrid schenkte dem Stift im Jahr 927 die Pfarrkirche St. Maria Ablass. Eine großzügige Schenkung des Erzbischofs Warin – enthalten ist auch St. Aposteln – diente der Reparatur der Kirchendächer und der Verbesserung der Beleuchtung.

### Romanischer Neubau mit gotischen Erweiterungen
Als im Jahr 1106 die Stadtbefestigung erweitert wurde und man bei den Arbeiten ein großes Gräberfeld entdeckte, wurde die Ursulalegende weiter ausgeschmückt. Einige Reliquien gingen zunächst an St. Kunibert. Die reichhaltigen Funde und der Handel mit Reliquien führte zu einigem Wohlstand, so dass in der Folge ein vollständiger Kirchenneubau möglich wurde. Dokumente hierzu liegen kaum vor. Der einzige Hinweis ist die Notiz über die Konsekration eines der heiligen Cordula geweihten Altars aus dem Jahr 1135. Dies und die Interpretation der Bauformen erlaubt die Datierung des Baus auf das zweite Viertel des 12. Jahrhunderts.
Der neue Bau übernahm die Mittelachse des ottonischen Vorgängerbaus. Er wurde als dreischiffige Emporenbasilika mit flach gedecktem Mittelschiff und kreuzgratgewölbten Seitenschiffen realisiert. Der Wandaufbau ist unter den heute erhaltenen Kirchen Kölns einmalig. Unter dem Kreuzaltar vor dem Chor befand sich eine gewölbte Reliquienkammer; westlich vorgelagert kam ein neues Stiftsgebäude dazu.
Die Vollendung des Turms nimmt man für die Zeit um 1230 an. Etwa zu dieser Zeit erhält das nördliche Seitenschiff Fächerfenster. Eine erfolgreiche Spenden-Sammelaktion im Bistum Paderborn erlaubte es um 1247/1267, den großen gotischen Chor an der Ostseite der Basilika anzubauen. Er wurde gegen Ende des 13. Jahrhunderts vollendet, anscheinend aber erst in der zweiten Hälfte des 14. Jahrhunderts von Kanonikern und Stiftsdamen genutzt. Seine elf (sic!) Fenster umgeben den Chor wie ein „gläserner Schrein“. Noch vor 1300 kam an der Südseite der Basilika ein zweites Seitenschiff hinzu, die so genannte Marienkapelle. Gegen Ende des 15. Jahrhunderts erfuhr die Kirche umfassende Renovierungen; nach einem Sturmschaden wurde auch die Turmspitze zunächst mit einem spätgotischen Knickhelm versehen.
Ein bedeutendes Werk der gotischen Kölner Malerschule entstand 1464, das Everhard von Hirtze stiftete und der Meister des Marienlebens schuf. Das Werk befindet sich heute mehrheitlich in der Münchener Pinakothek.

### Zeitalter des Barock
Das 17. Jahrhundert brachte gravierende, dem Zeitgeschmack entsprechende Umbauten für St. Ursula mit sich. Der mittelalterliche Lettner wurde abgerissen, die Kirche erhielt neue Maßwerkfenster und zwischen den Dienstbündeln barocke Reliquienkästen.

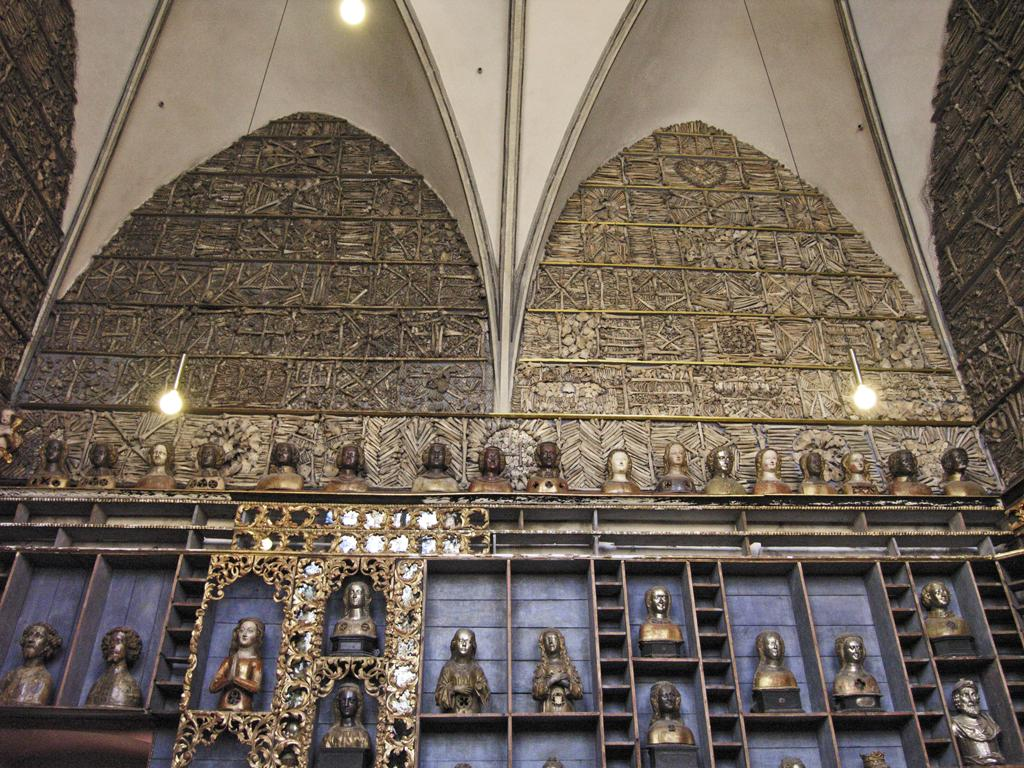
Die goldene Kammer. Die vier Wände der begehbaren Reliquienkammer werden vom größten aus menschlichen Gebeinen angefertigtem Mosaik bedeckt.

Die berühmte „goldene Kammer“ zur Aufbewahrung von Reliquien stiftete 1643 der kaiserliche Reichshofrat Johann Krane und seiner Ehefrau Verena Hegemihler, ebenso wie die Nikolauskapelle an der Nordseite. Nikolaus de Groote folgte mit der Stiftung der südlichen Johann-Baptist-Kapelle.
Als 1680 ein Brand der Dächer eine Reparatur erforderlich machte, erhielt der stämmige Westturm eine barocke Haube mit einer „britischen Krone“, der an die Herkunft der heiligen Ursula erinnern sollte. 1767 versuchte man einen einheitlichen Raumeindruck dadurch zu erreichen, dass die Seitenschiffemporen zum Mittelschiff hin vermauert und mit spätbarocken Freskenmalereien versehen wurden.

### Auflösung und Niedergang
1802 teilte St. Ursula das Schicksal aller Klöster in Köln. Im Rahmen der Säkularisation wurde es aufgehoben und 1804 der Gemeinde St. Maria Ablass als Pfarrkirche zugesprochen, die bisherige Pfarrkirche wurde bis auf eine Kapelle abgerissen. Die Basilika war in einem desolaten und statisch bedenklichen Zustand und wurde 1810 zunächst teilweise durch die Gemeinde wiederhergerichtet. Stadtbaumeister Weyer ließ 1832 den Vorhallenbogen des Kirchturms vermauern, um ihn vor dem Einsturz zu sichern.
In der zweiten Hälfte des 19. Jahrhunderts wurde die Basilika zu weiten Teilen wieder in den ursprünglichen romanischen Zustand zurückgebaut. Dabei erhielt der Innenraum durch J. Osten eine „zwar gut gemeinte, aber heute unverständliche Ölmalerei.“ Diese wurde eine Generation später bereits wieder entfernt. 1890–91 wurde auch der Turm wiederhergestellt.

### Zerstörungen im Zweiten Weltkrieg und Wiederaufbau
1942 verbrannten nach Bombenangriffen sämtliche Dächer der Basilika. Bei Kriegsende waren Gewölbe, Turm, Teile des Südseitenschiffes sowie des Chors stark beschädigt; St. Ursula war eine Ruine.
Die Gemeinde feierte trotz der Zerstörungen in einem Notraum unterhalb des Turms ihre Gottesdienste; bereits vor der Währungsreform begann man 1949 mit dem Wiederaufbau unter Leitung des Architekten Karl Band. Diese Arbeiten zogen sich bis 1972 hin. Während im gotischen Chorhaus die Gewölbe rekonstruiert wurden, verzichtete man im Mittelschiff des romanischen Langhauses auf die Wiederherstellung der spätgotischen Einwölbung; nur die zum Teil figürlichen Konsolen blieben an Ort und Stelle. Nach Entwürfen Karl Bands wurde eine flach gewölbte hölzerne Kassettendecke eingezogen, welche die romanische Gliederung des Obergadens sichtbar lässt. Flache Decken erhielten auch die Querannexe im Norden und Süden. 1972 bis 1978 folgte die Restaurierung der Goldenen Kammer, einer Schatzkammer im Südflügel des Westbaus in der die unzähligen Ursulareliquien aufbewahrt werden. Die Dachlandschaft von Langhaus und Chor wurde sehr differenziert und elegant gestaltet; der Chor erhielt 1964 einen Dachkamm mit zwei Knäufen nach Entwurf von Karl Matthäus Winter. Von 1960 bis 1962 hatte der romanische Westturm die barocke Haube samt Laterne und Krone zurückerhalten.
Um die Jahrhundertwende 1999 bis 2004 erfolgte unter Leitung des Architekten Rolf Link erneut eine umfassende Restaurierung, um die Marienkapelle, das südliche Seitenschiff erneut in voller Länge zugänglich zu machen und zum Kirchenraum hin zu öffnen. Nach Abbau der Orgel aus der Nachkriegszeit wurde auch die Westempore erstmals wieder als sakraler Raum erlebbar; hier wurde eine weitere Schatzkammer eingerichtet. Langhaus und Chor erhielten eine neue Farbfassung; die Holzdecken aus der Nachkriegszeit wurden hellgrau gefasst.

### Gedenkstätte für die Märtyrer der Gegenwart
Im Jahr 2003 entwickelte sich die Idee, in der Basilika St. Ursula einen Gedenkort für die Kölner Märtyrer des 20. Jahrhunderts zu schaffen. Als Kontrapunkt zur historischen Kirche entstand ein kleiner, moderner Kapellenraum vor der Apsis des südlichen Querannexes, in der Achse des Marienschiffs. Dieser Kapellenraum besteht aus einer zweischaligen, innen mit Namen, Daten und Zitaten der Märtyrer bedruckten, leicht transparenten Leinwandkonstruktion. An der hellsten Stelle der Kirche errichtet, leuchtet der entstandene Andachtsraum aus sich heraus. Baubeginn war 2003 und die Aufstellung der fertigen Kapellentafeln war im Jahr 2005. Die Firma „Kister Scheithauer Groß – Architekten und Stadtplaner GmbH“ aus Köln und Leipzig war für die Ausführung des Projektes verantwortlich. 2006 wurde während einer Messe eine Messerattacke auf den Kapellenraum verübt und dabei mehrere Leinwände zerschnitten. Im Jahre 2008 wurde der Kapellenraum mit dem Artheon-Kunstpreis ausgezeichnet.

## Ursula-Legende

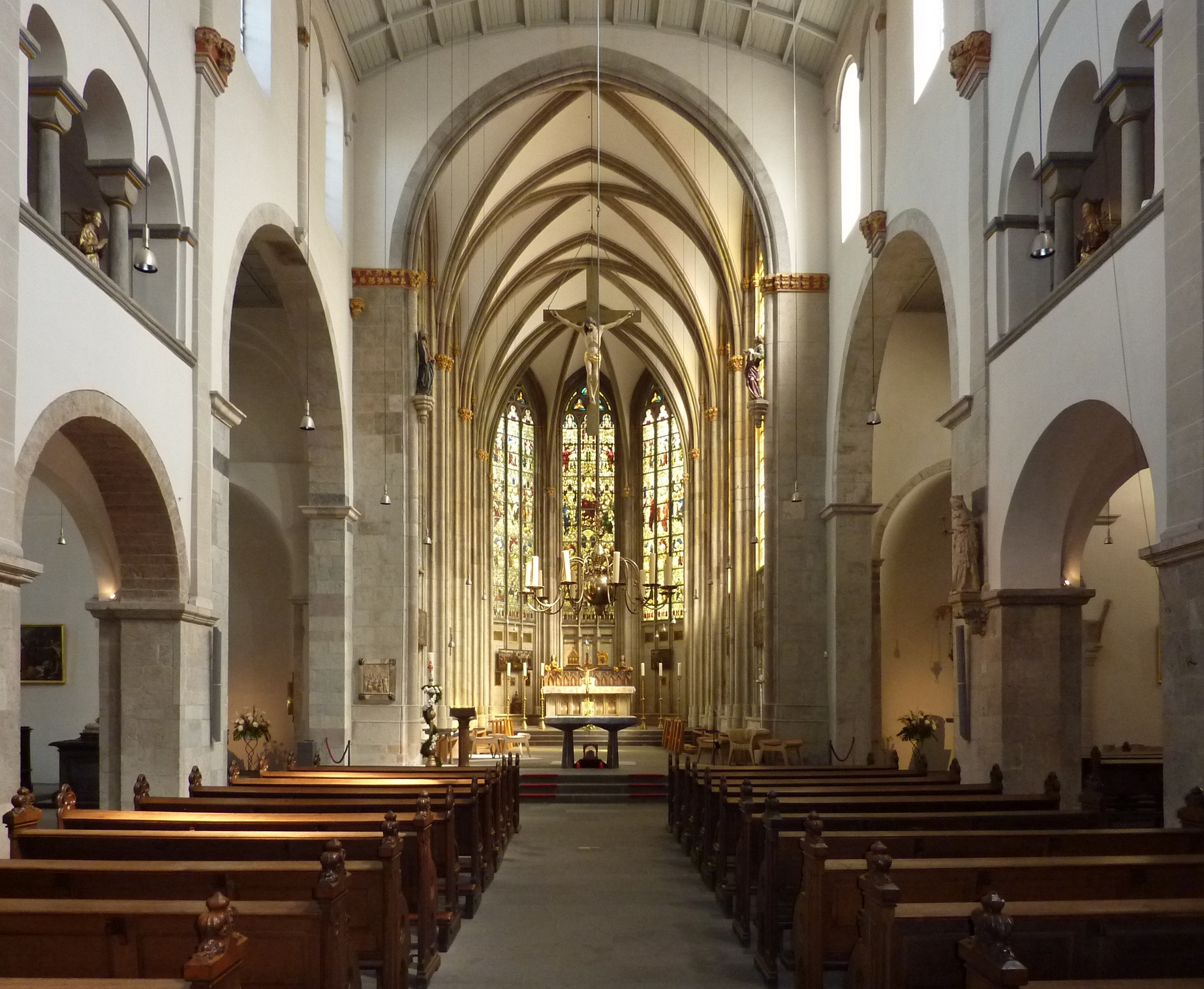
Romanische Emporenbasilika und gotischer Chor

Bemerkenswert ist die den Ursprung der Basilika begleitende Legende um die Hl. Ursula. Von ihr gibt es zahlreiche Variationen, deren wesentliche Elemente übereinstimmen. Unter anderem verbinden sich in ihr Berichte über frühe Märtyrer-Jungfrauen und die Legende der Pinnosa. Dem Kern der Legende nach soll Ursula mit elf Gefährtinnen rheinaufwärts unterwegs gewesen sein. Aus diesen elf Jungfrauen werden dann im Laufe der Geschichte elftausend (vielleicht vor dem Hintergrund der Skelettfunde im benachbarten römischen Gräberfeld und dem im Mittelalter schwunghaften Reliquienhandel oder der Verwechslung des abkürzenden M für martyri mit dem Zahlzeichen für mille / milia). Ihre Schiffsreise führte sie bis Basel, von wo aus sie zu Fuß nach Rom pilgerten. Der sie empfangende Papst Cyriakus (möglicherweise Papst Siricius) schloss sich ihnen für die Rückreise an. In Mainz wurde Ursulas Bräutigam Aetherius schließlich getauft und von dort gelangte die Gesellschaft zu dem von den Hunnen belagerten Köln. Da die Jungfrauen die Ehe mit den nichtchristlichen Hunnen verweigerten, wurden sie und ihre Gefährten ermordet.
Diese Legende hatte eine erhebliche Ausstrahlungskraft und die in der Basilika verehrten Reliquien verloren im religiösen Leben Kölns und der die Stadt besuchenden Pilger erst dann ihre Vorrangstellung, als 1164 die Gebeine der Heiligen Drei Könige von Mailand nach Köln überführt wurden.
Beide Heiligenverehrungen waren bildgebend für das Kölner Wappen: Die drei Kronen im oberen Feld symbolisieren die Drei Könige, elf Flammen stehen stellvertretend für die elf(tausend) Märtyrerinnen der Ursula-Legende. Neben den Heiligen Drei Königen und St. Gereon ist die Hl. Ursula Stadtpatronin Kölns.

## Baubeschreibung und Ausstattung

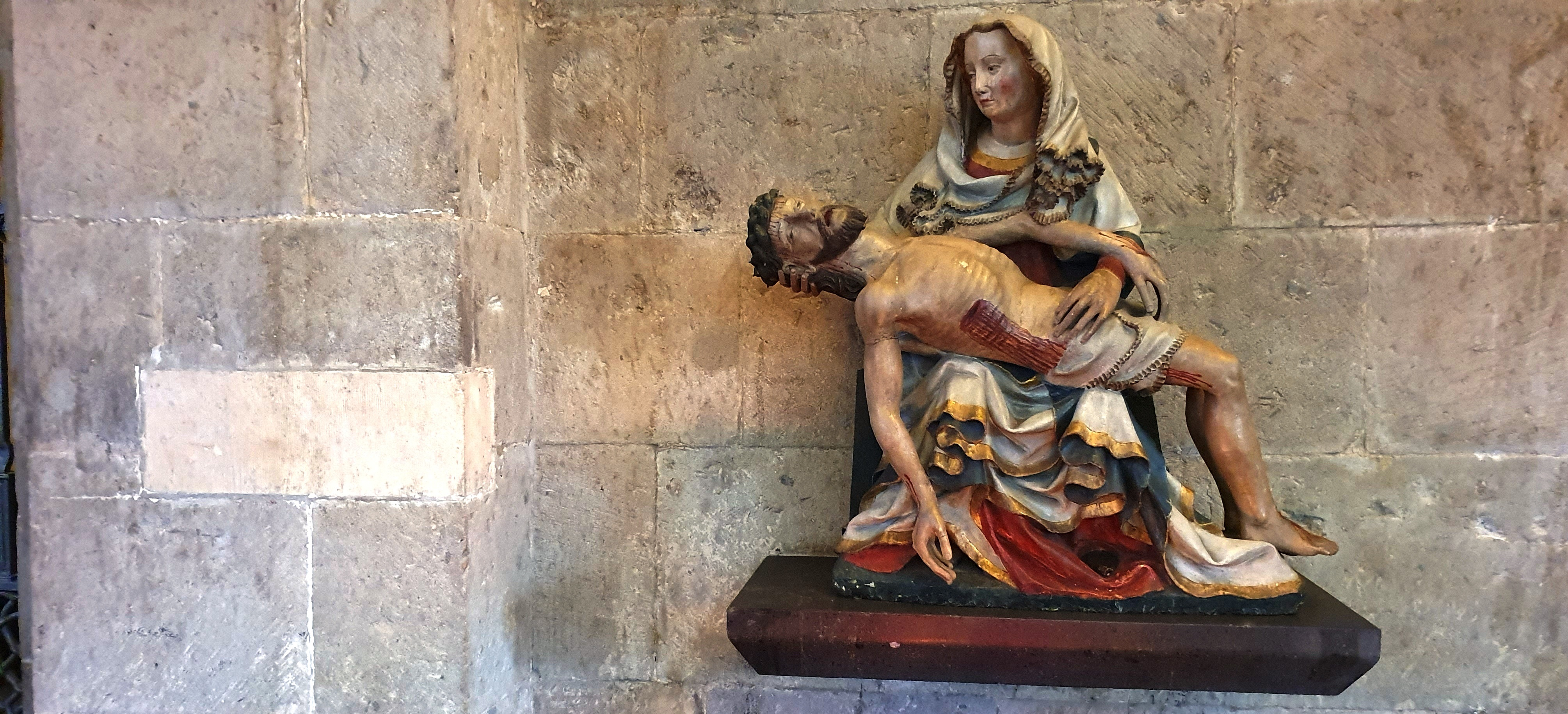
St. Ursula Köln, Pieta

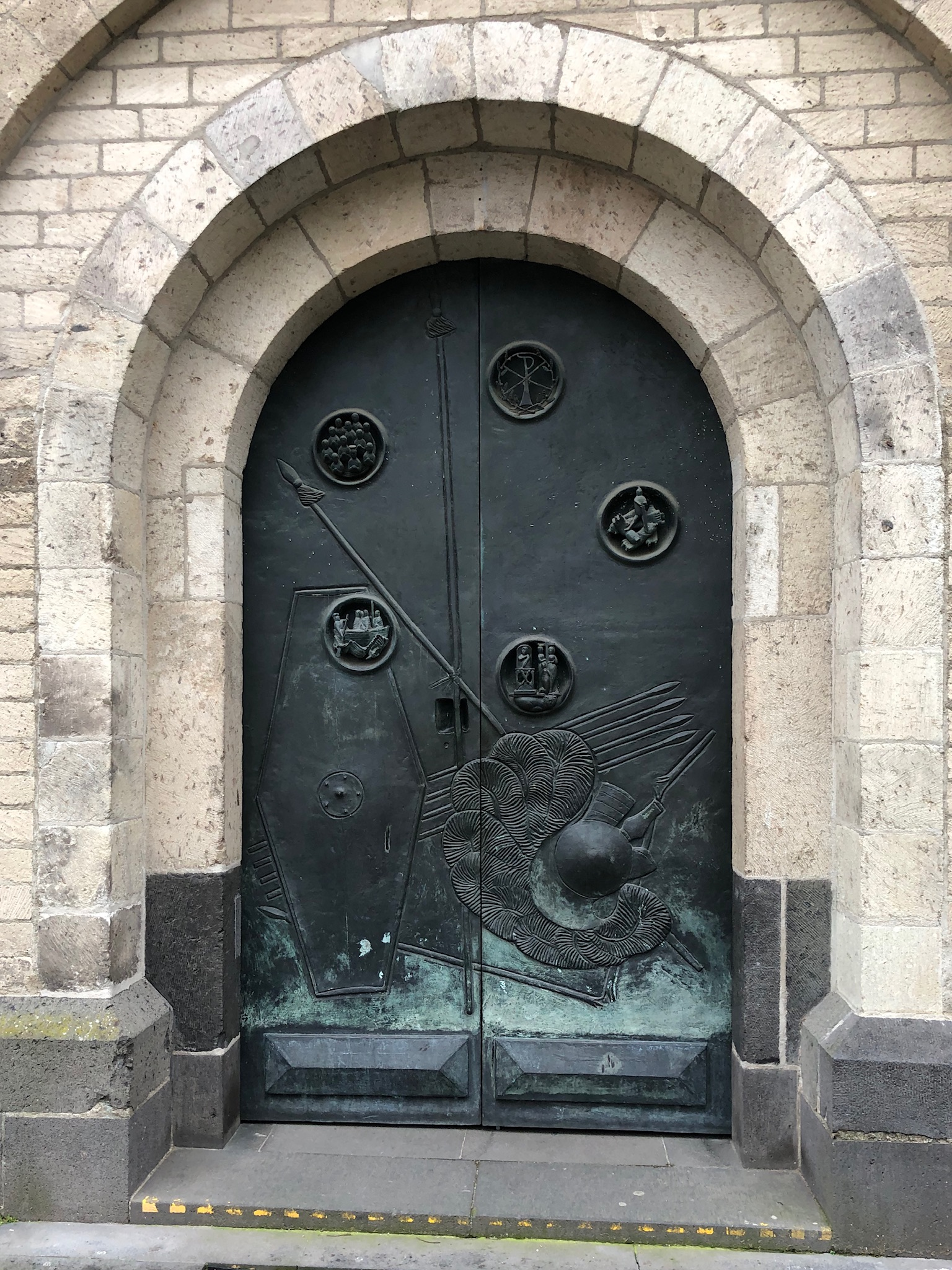
Bronzetür (Westeingang der Kirche)

St. Ursula ist die älteste niederrheinische dreischiffige Emporenbasilika. Die westliche Hauptfassade, der massive Westturm mit barocker Haube, die anschließende Vorhalle und das Langschiff sind romanisch geprägt. Beim Chor handelt es sich um einen frühgotischen Anbau.
Die Basilika erlitt im Zweiten Weltkrieg erhebliche Schäden, die erst 1972 behoben waren. Trotz nachhaltiger Verluste handelt es sich um eine relativ reich ausgestattete Kirche, der ihr romanischer Ursprung deutlich anzusehen ist. Durch das mit einer Bronzetür geschmückte Westportal, das von Theo Heinermann 1959 geschaffen wurde, gelangt man in die Vorhalle. In der Tür sind Scenen der Ursulalegende zu sehen. In der dahinter liegenden Vorhalle ist eine um 1420 datierte steinerne Pietà erhalten. Bemerkenswert sind weiterhin die im südlichen Seitenschiff stehenden Skulpturen, wie die hl. Ursula als Schutzmantelfigur (1465) mit der ikonografischen Anmutung von Mariendarstellungen. Aus der ersten Hälfte des 15. Jahrhunderts stammt der im nördlichen Querschiff stehende St.-Ursula-Sarkophag. Die barocke Umhüllung ist eine Stiftung des kaiserlichen Rates Johannes Crane und seiner Ehefrau Verena aus dem Jahr 1659. Aus der Zeit um 1500 stammen die im südlichen Querraum aufgestellten Figuren von St. Johannes und St. Maria. Die steinerne Madonna und St. Nikolaus sind aus der Zeit um 1330 datiert. Auf den Emporen des Hauptschiffs sind Reliquien-Büsten aufgestellt. In ihm stehen am gotischen Hochaltar der Ursulaschrein und der Aetheriusschrein.
Im Chor befindet sich auch der Bilderzyklus der Ursula-Legende (um 1456 aus der Schule Stefan Lochners). Die Darstellung besteht aus 24 Tafeln mit 30 Bildern. Dieser so genannten „Große Ursulazyklus“ wurde von den Brüdern van Scheyven gestiftet (Inschrift über den Szenen 29 und 30). Die einzelnen Bilder werden durch erläuternde Untertitel beschriftet, die jedoch nicht alle Original vorhanden sind. Im 18. Jahrhundert wurden die fehlenden Titel zusammen mit den Wappen ergänzt.
Des Weiteren stammen aus dem Mittelalter der Viventiasarkophag (12. Jhrh.), der Cruzifixus dolorosus (2. Hälfte 14. Jhrh.) und die Figuren Mariens und Johannes der Triumphkreuzgruppe an den vorderen Pfeilern der gotischen Apsis (um 1500; Kruzifix aus der Zeit um 1880 war bis 2004 in St. Severin). Viventia (gest. 639) war die 3. Tochter Pippin des Älteren. Ihr Sarg ist auf 4 Säulen gestellt, um der Prophezeiung aus der Clematiusinschrift nicht zu widersprechen. Laut der Legende soll der Sarkophag zuvor zweimal aus einem Grab in der Kirche herausgeschleudert worden sein. Eindrucksvoll ist die seitlich der Vorhalle gelegene „goldene Kammer“. Hier sind viele Reliquienbüsten aus der Zeit zwischen dem 13. und 18. Jahrhundert aufgereiht; die Wände sind bis in die Deckengewölbe mit Mustern aus Gebeinen geschmückt.
In der Vorhalle hängen seit März 1889 14 Malereien auf Metallgrund, die die Kreuzwegstationen Christi zeigen.
Die Basilika wurde im Dezember 2004 nach über fünfjähriger Renovierung wieder eröffnet. Das im 15. Jahrhundert errichtete Marienschiff und der sogenannte Äbtissinnenchor sind wieder zugänglich. Im Osten des Marienschiffs wurde 2005 die vom Architekturbüro Kister/Scheidhauer/Groß geplante Gedenkstätte für Märtyrer des 20. Jahrhunderts, vorwiegend Opfer des NS-Regimes, eröffnet. Der Erhalt von St. Ursula wird vom Förderverein Romanische Kirchen Köln unterstützt.
St. Ursula bildet heute mit St. Agnes, St. Kunibert und St. Gertrud die Katholische Pfarrgemeinde St. Agnes im Bereich Köln-Mitte des Stadtdekanats Köln (Erzbistum Köln).

### Orgel
Im Anschluss an die Innensanierung von St. Ursula bestellte die Gemeinde 2004 bei der Firma Hermann Eule Orgelbau in Bautzen eine Orgel, die ursprünglich als Interims-Instrument für die Nikolaikirche (Leipzig) erbaut worden war. Die Orgel war im italienischen Stil gebaut und kostete 200.000 €. Das Erzbistum Köln hatte aber dem Kaufvertrag jedenfalls nicht schriftlich zugestimmt; damit erhielt die Gemeinde keinen Zuschuss durch die Diözese und konnte nur die erste Rate zahlen. Aufgrund eines gerichtlichen Vergleichs musste die Gemeinde das Instrument im Jahre 2006 an die Orgelbaufirma zurückgeben und 30.000 € Nutzungsentschädigung zahlen.

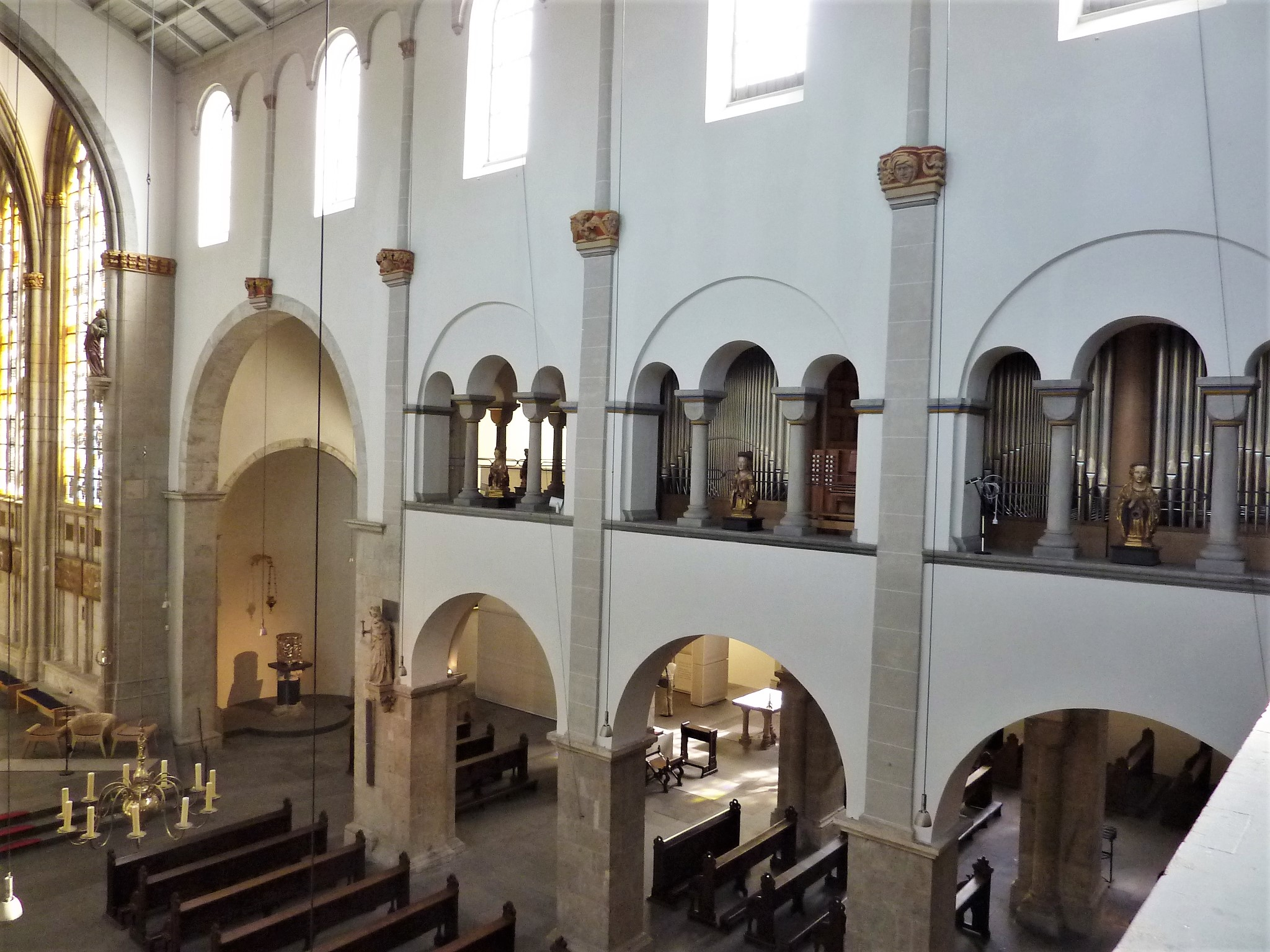
Blick auf die Orgel

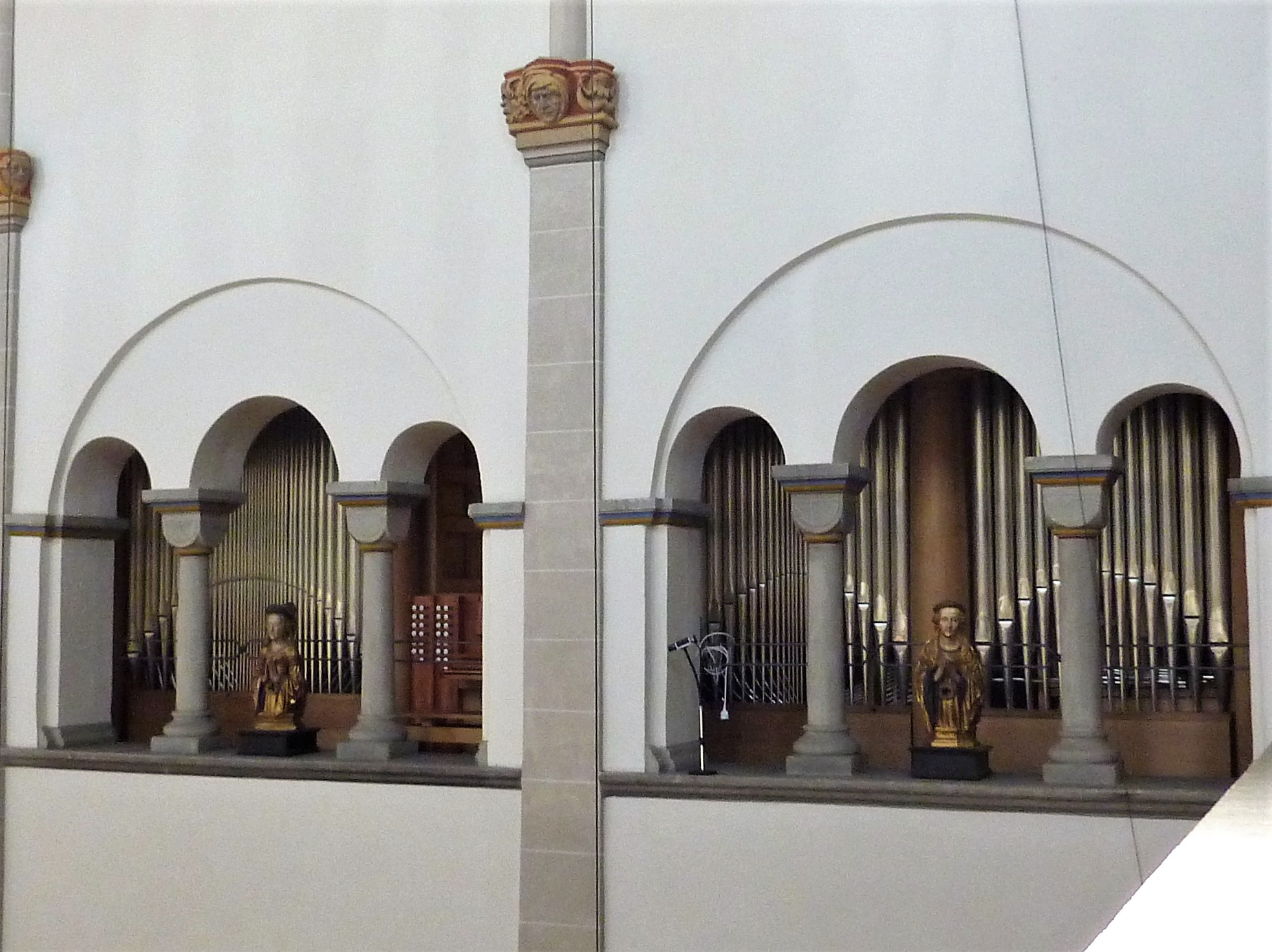
Blick auf die Orgel

Die vorhandene kleine Orgel reichte für die Beschallung des Kirchenraumes nicht aus, so dass auch weiterhin der Bau einer neuen, größeren Orgel angestrebt wurde. Nach Eingang einer Spende i.H.v. 150 000 € gründete sich ein Förderverein, der schließlich den Auftrag zum Bau einer neuen Orgel an den Orgelbauer Andreas J. Schiegnitz (Albsheim/Grünstadt) zu einem Preis von 570.000 € erteilte.
Im Jahre 2011 wurde das neue Instrument auf der Südempore aufgestellt. Es hat 32 Register auf zwei Manualen und Pedal. Die Spiel- und Registertrakturen sind mechanisch. Das Instrument verfügt über eine Setzeranlage, die elektromagnetisch in die Registermechanik eingreift. Die Koppeln sind als Wechseltritte Fußtritt/Registerzug gebaut.
Die Orgel verfügt über zwei mechanische Spieltische, den Ursula- und den Marienspieltisch. Zusätzlich verfügt die Orgel noch im ersten Manual über einen mitteltönig gestimmten Principal.
Im Jahre 2022 wurde das Instrument einer Generalüberholung durch die Erbauerfirma unterzogen. Seit dem 1. Juni 2022 wirkt Alexander Grün dort als Basilikaorganist.
| I Hauptwerk C–a3 |                         |         |
| 01.              | Principal               | 16′     |
| 02.              | Principal               | 08′     |
| 03.              | Copel                   | 08′     |
| 04.              | Hohlflöte               | 08′     |
| 05.              | Gamba                   | 08′     |
| 06.              | Octave                  | 04′     |
| 07.              | Flauto douce            | 04′     |
| 08.              | Quinte                  | 02 ⁄3′  |
| 09.              | Octave                  | 02′     |
| 10.              | Flageolett              | 02′     |
| 11.              | Terz                    | 01 3⁄5′ |
| 12.              | Sifflet                 | 01′     |
| 13.              | Mixtur major III-VI     | 01 ⁄3′  |
| 14.              | Trombone                | 08′     |
|                  | Prinzipal (mitteltönig) | 08′     |

| II Schwellwerk C–a3 |                   |        |
| 15.                 | Fagott            | 16′    |
| 16.                 | Geigenprincipal 0 | 08′    |
| 17.                 | Viola             | 08′    |
| 18.                 | Voix céleste      | 08′    |
| 19.                 | Bourdon           | 08′    |
| 20.                 | Traversflöte      | 08′    |
| 21.                 | Fugara            | 04′    |
| 22.                 | Flöte             | 04′    |
| 23.                 | Larigot           | 01 ⁄3′ |
| 24.                 | Mixtur minor III  | 02′    |
| 25.                 | Horn              | 08′    |
| 26.                 | Oboe              | 08′    |
|                     | Tremulant         |        |

| Pedal C–f1 |              |     |
| 27.        | Violon       | 16′ |
| 28.        | Subbaß       | 16′ |
| 29.        | Octavbaß     | 08′ |
| 30.        | Gedecktbaß 0 | 08′ |
| 31.        | Tenorcantus  | 04′ |
| 32.        | Posaune      | 08′ |

- Ursulaspieltisch

Normalkoppeln: II/I, I/P, II/P
Oktavkoppeln: Super II/I, Super II/II, Super II/P, Sub II/I
Spielhilfen: Schwelltritt „Süd“, Schwelltritt „Nord“
- Marienspieltisch

Koppeln: II/I, I/P
Spielhilfe: Schwelltritt „Süd“

### Glocken
Die sechs Glocken goss Hans Hüesker (Glockengießerei Petit & Gebr. Edelbrock) aus Gescher im Jahre 1962. Das Geläut gehört zu den größten der Stadt. In der Turmlaterne hängt ein Glockenspiel der Glockengießerei Eijsbouts (Asten). Jeden Freitag um 15 Uhr erinnert die Marienglocke an die Todesstunde Christi. Zum Angelus um 12 und 18 Uhr ertönen zunächst dreimal drei Schläge auf der Marienglocke, dann läutet die kleinste Glocke nach. Das Vollgeläut ertönt nur an Hochfesten; sonntags läutet die große Ursulaglocke nicht mit.
| Nr. | Name           | Ø (mm) | Masse (kg) | Nominal (16tel) | Inschrift (Übersetzung aus dem Lateinischen) |
| --- | -------------- | ------ | ---------- | --------------- | --- |
| 1   | Ursula         | 1792   | 3680       | a0 +3           | „Hl. Ursula, dir und deiner jungfräulichen Schar empfiehlt sich, um Schutz flehend, ganz Köln. Behüte mit deinen Gefährtinnen diese Vaterstadt, die ihr mit eurem keuschen Leben und der Hingabe eures Blutes geweiht habt. Möge hier die Leuchte des Glaubens jeden Geist erhellen, die Hoffnung unerschütterlichen Mut spenden und die Liebe die Herzen verbinden! – 1943 – Im Luftkriege bin ich Glocke in Trümmer gesunken, so dass ich das Ende des Unheils nicht mehr habe beklagen können. – 1962 – Der Rat der Stadt, bestrebt, die Stadtpatronin zu Ehren hat mich aus öffentlichen Mitteln wiederhergestellt.“ |
| 2   | Maria          | 1506   | 2100       | c1 +3           | „Hl. Maria, dir als der Mutter vertrauend, wiederholt Köln unablässig dein Lob aus Engelsmund. In Gnade bist du empfangen, Gnade hat dich zur Mutter gemacht und durch deinen Sohn sind Gnade und Leben gekommen. Gnade wird uns zuteil, so oft du, Königin, jenen bittest, der immer die Gnade selbst bleibt.“ |
| 3   | Cunibertus     | 1340   | 1400       | d1 +3           | „St. Kunibert, Bischof der Stadt und kluger Ratgeber, hat so vielen an Leib und Seele geholfen; er helfe uns, um das wahre Heil für alle Sorge zu tragen, und lehre uns das Reich Gottes suchen.“ |
| 4   | Henricus       | 1140   | 940        | f1 +2           | „St. Heinrich wußte zugleich die Rechte des Himmels und der Erde zu wahren, als er mit frommen Sinn an der Spitze des hl. Reiches stand: er komme uns zu Hilfe, damit die Macht das Recht achte und Ordnung unter den Bürgern sowie Frieden und Sicherheit unter den Völkern bestehen.“ |
| 5   | Hermann Joseph | 1010   | 650        | g1 +3           | „St. Hermann Joseph hat oft in unserer den Jungfrauen geweihten Kirche geweilt: er, dessen Herz vom Bösen unberührt war, behüte unsere Kinder, damit sie wachsen in reiner Kraft und lernen, wie sehr sie die Tugend lieben sollen.“ |
| 6   | Hedwig         | 900    | 430        | a1 +3           | „St. Hedwig, die hl. Frau, erflehe durch ihre Fürsprache den Vertriebenen Hilfe und den Traurigen Trost. Sie schaffe ein Bollwerk des Glaubens und wehre den großen Gefahren, die uns aus dem Bereich der Gottlosigkeit drohen.“ |

## Fotos

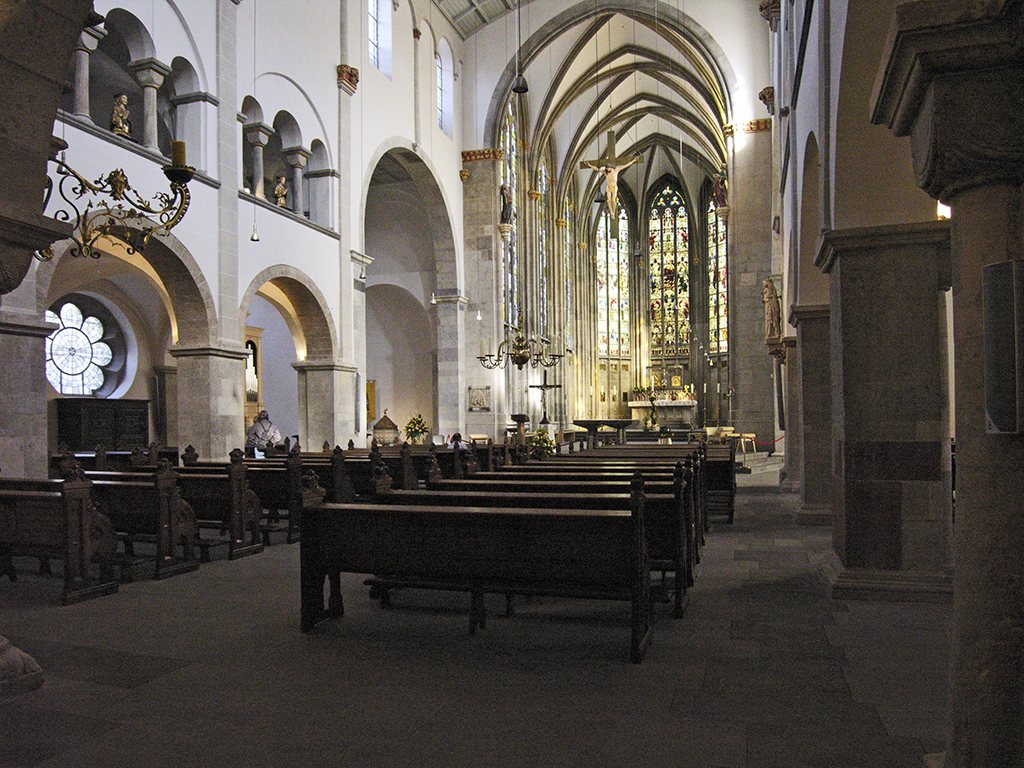
Romanische Emporenbasilika mit Fächerfenster und der gotische Chor
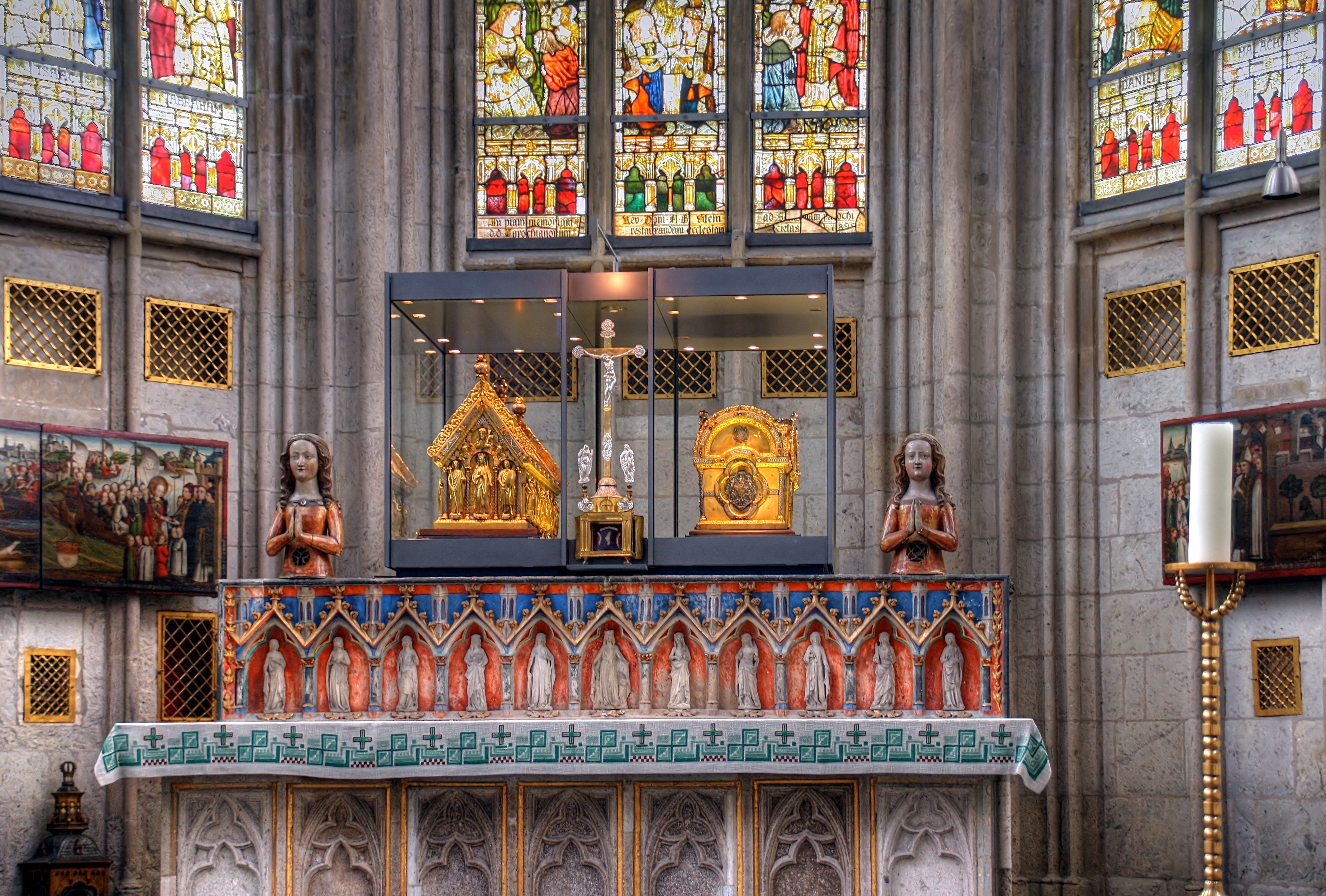
Chor und Schreine
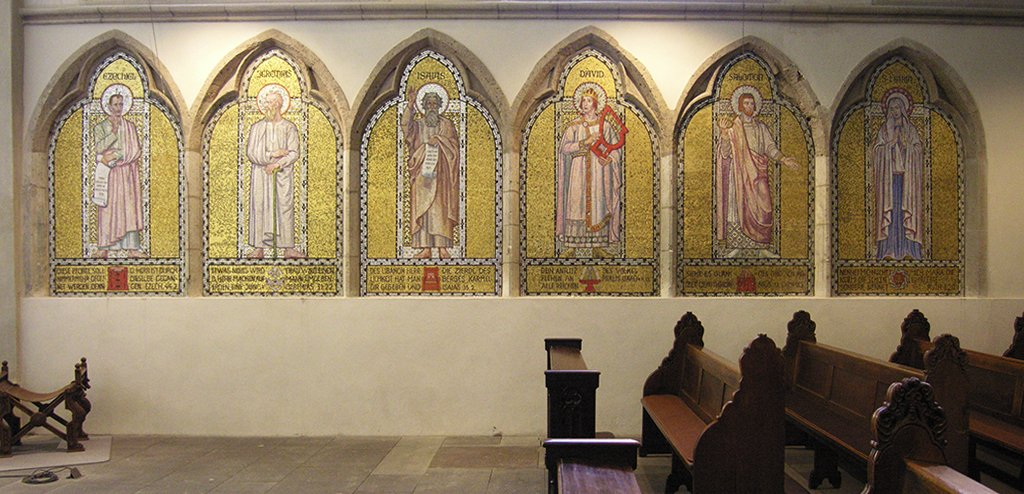
Südliches Seitenschiff (Marienschiff)
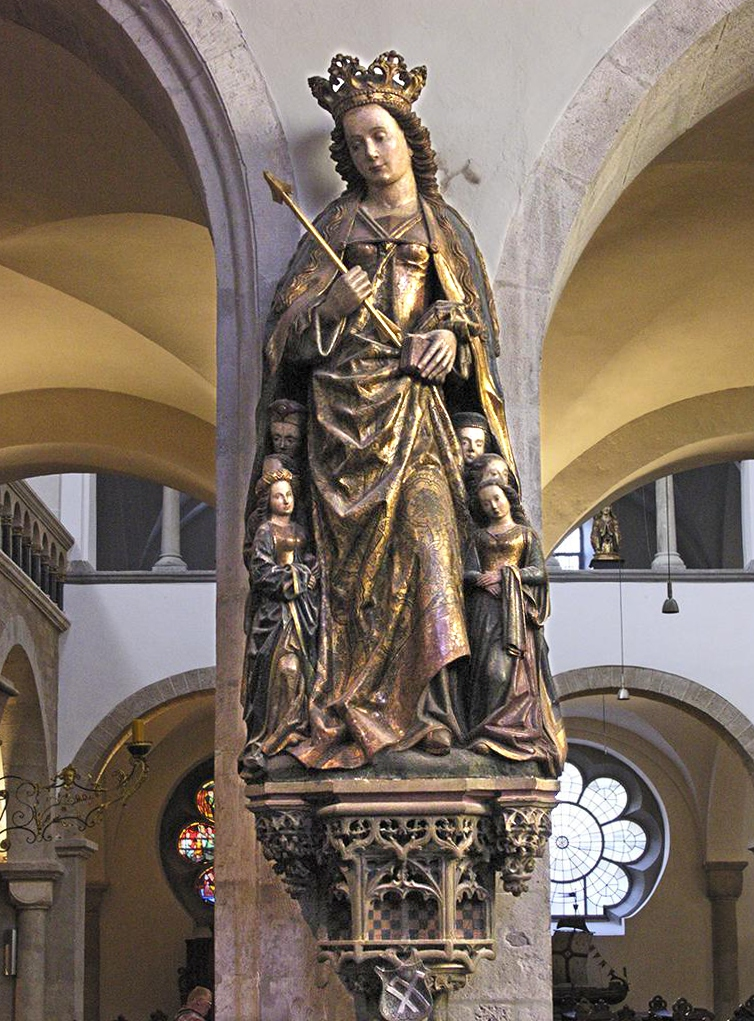
Schutzmantelfigur der hl. Ursula
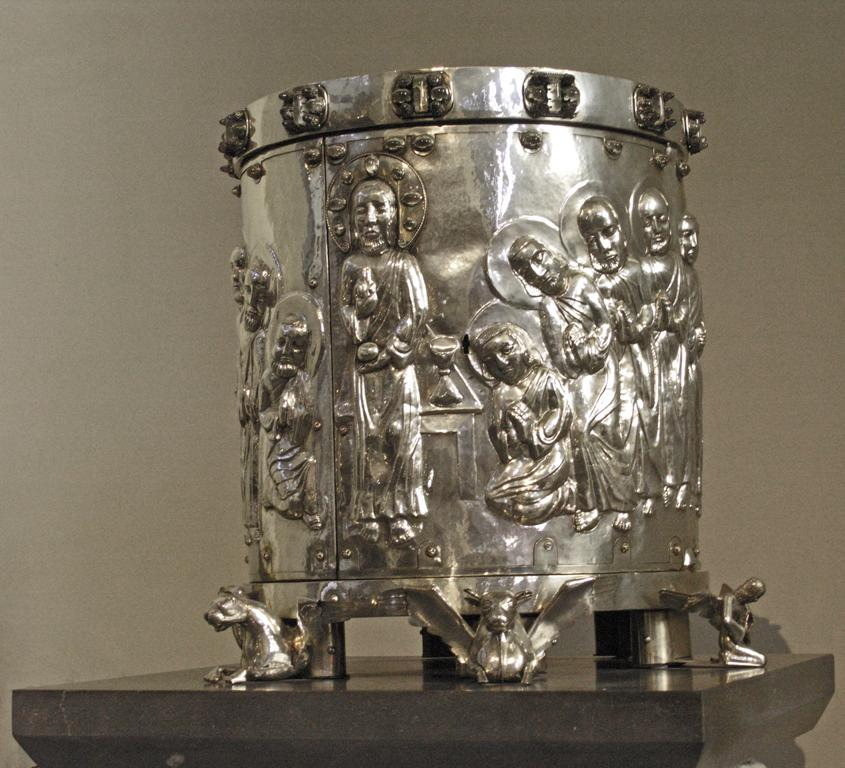
Tabernakel
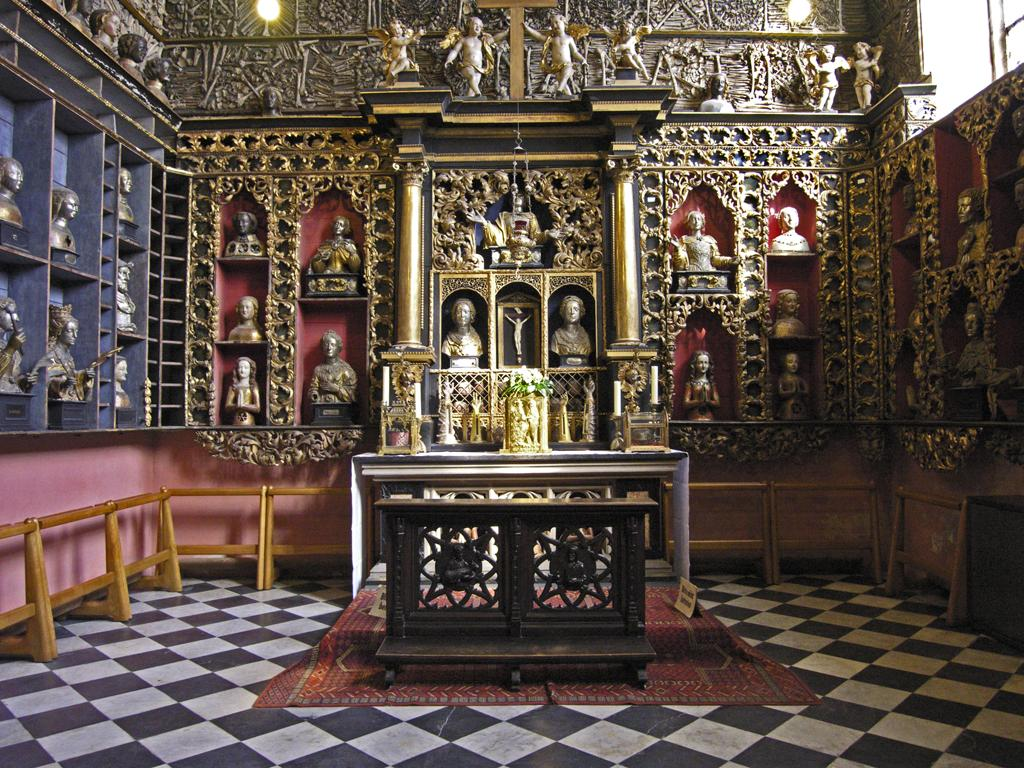
Goldene Kammer mit Altar
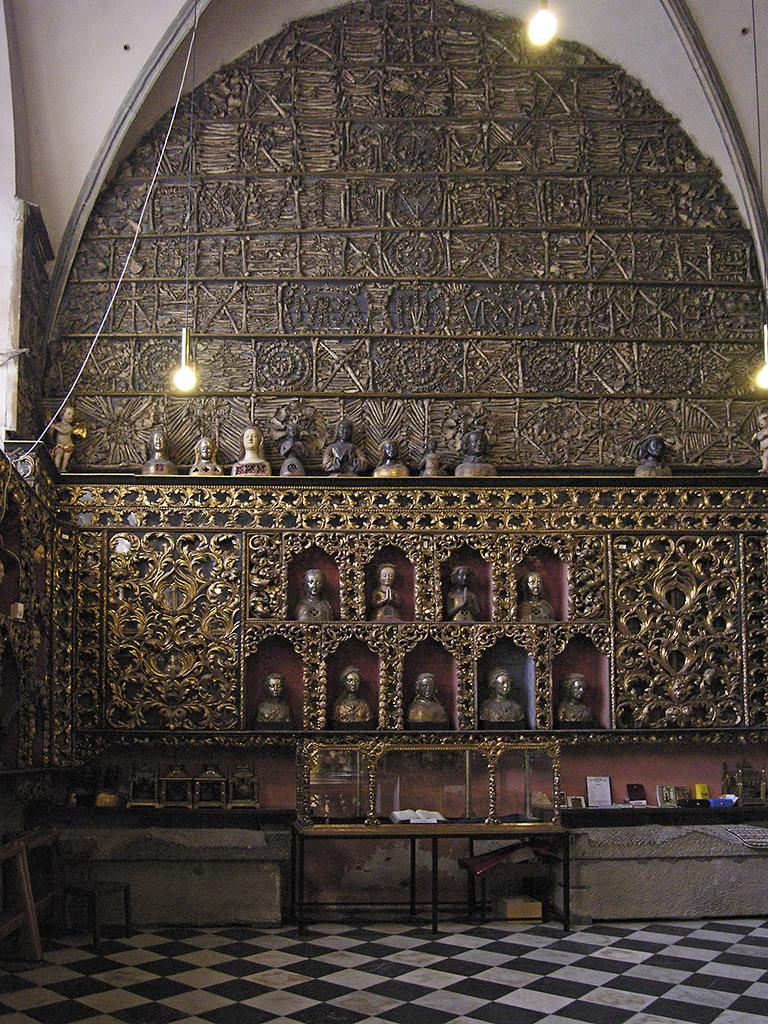
Goldene Kammer
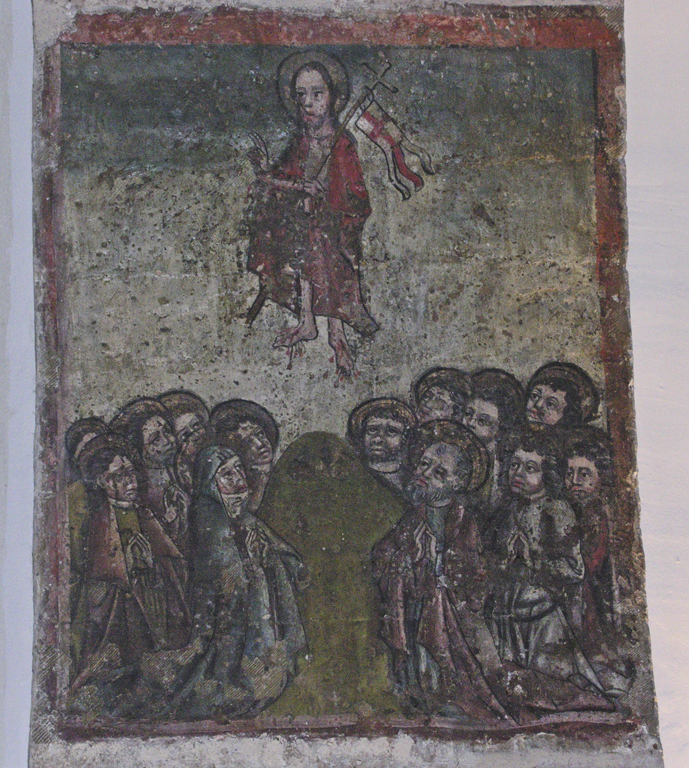
Wandgemälde
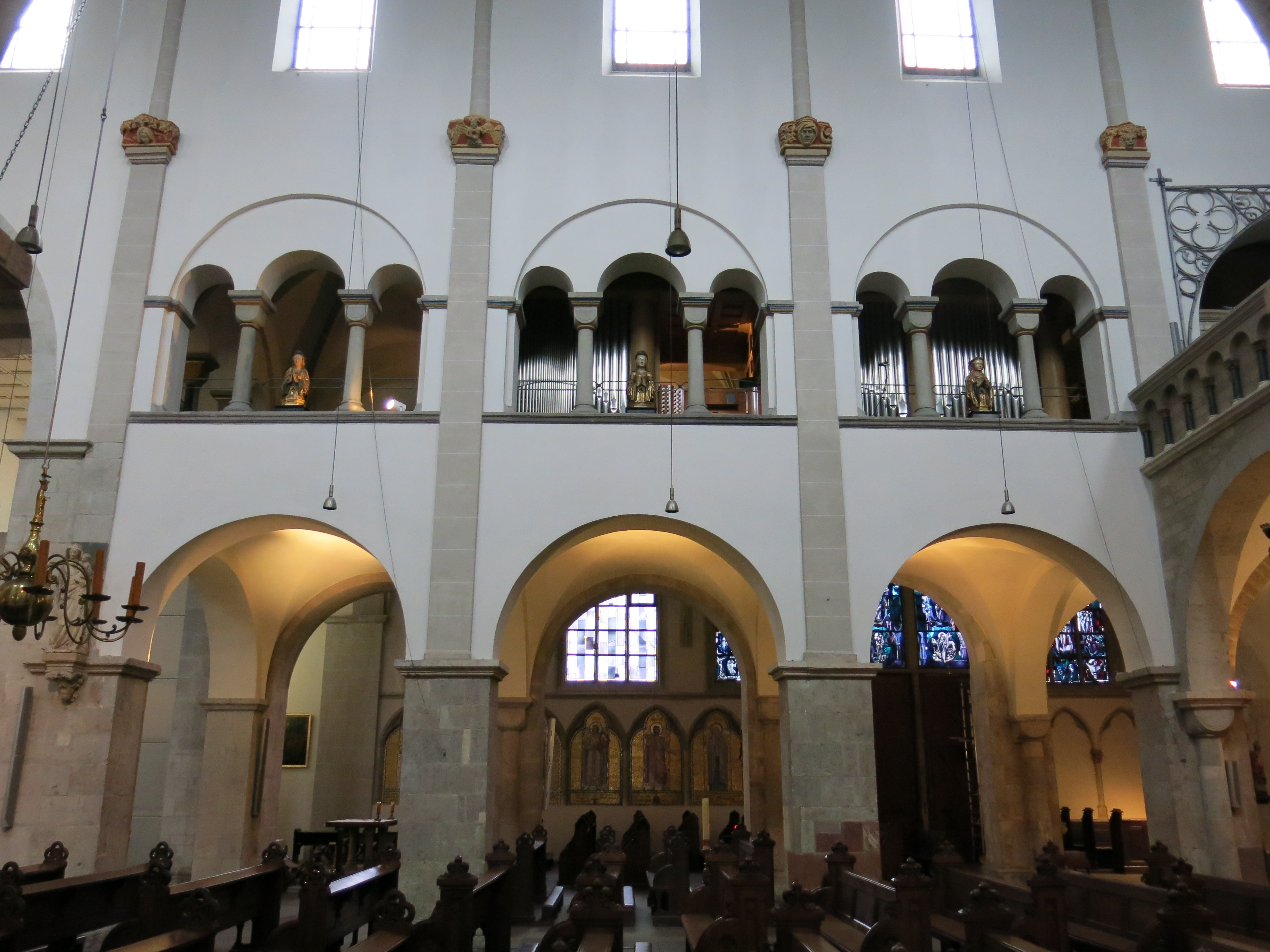
Südempore mit Orgel
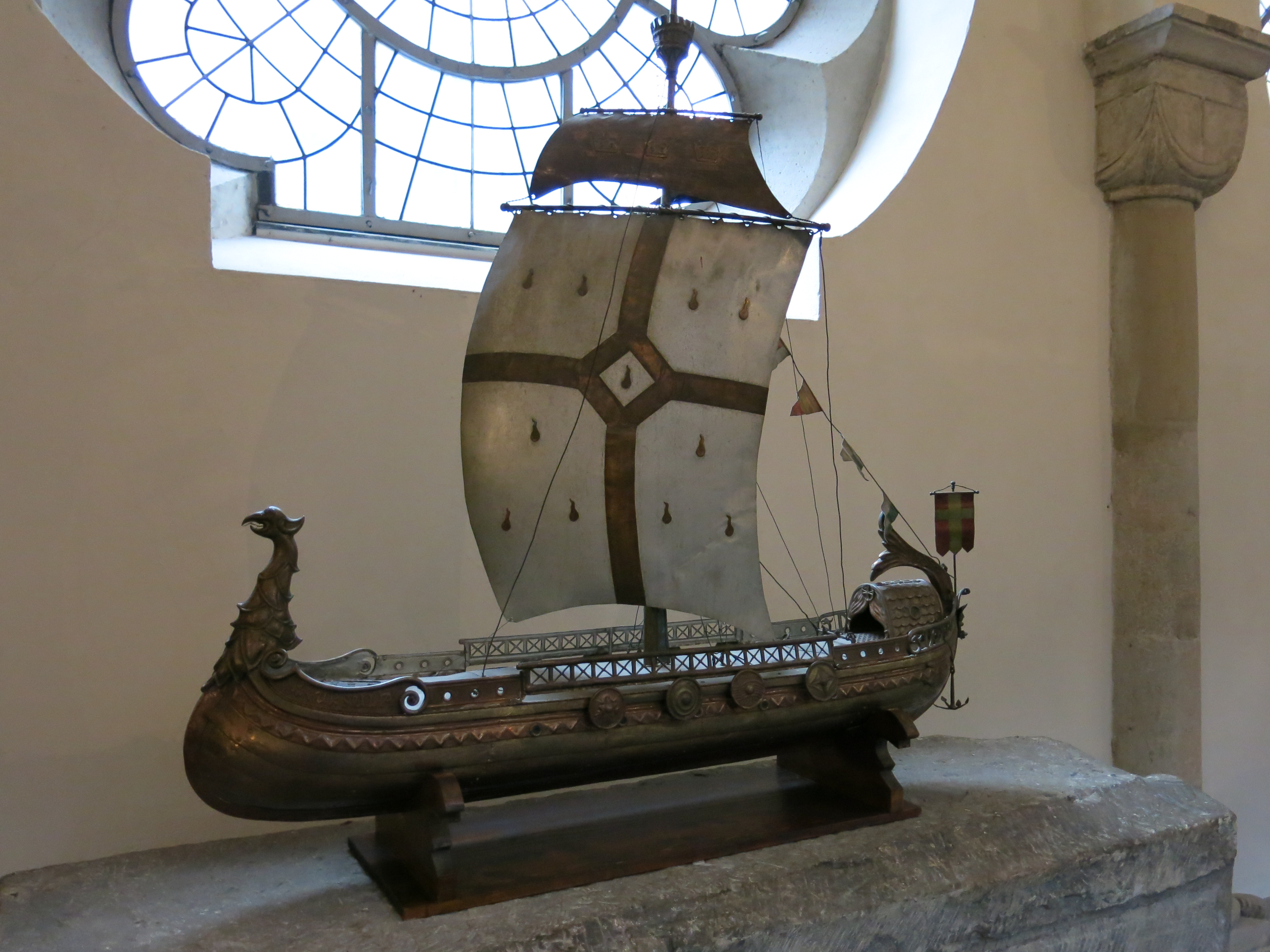
Modell eines Schiffes, mit dem die Märtyrinnen der Überlieferung zufolge aus Britannien kamen